# El Tumbador
El Tumbador is een bergdorp en gemeente in het department San Marcos van Guatemala. De bevolking bestaat grotendeels uit Mam, een Mayavolk met de eigen taal. Het dorp werd gesticht in 1878.

## Industrie en nijverheid
De belangrijkste bronnen van inkomsten zijn landbouw en veeteelt. Er wordt vooral koffie gekweekt, maar ook suikerriet, bonen, cassave, fruit en specerijen zoals kardemom en macadamia. Behalve runderen worden in de regio ook paarden, schapen en geiten gefokt.

## Toerisme
El Tumbador is in trek bij toeristen omwille van de gezonde berglucht en de tradities, met name de vele processies en vuurwerk. Het is een uitvalsbasis voor uitstappen naar de stratovulkanen Tajumulco en Tacaná.

## Feestdagen
De belangrijkste festiviteiten vinden plaats van 3 tot 6 januari naar aanleiding van Driekoningen.